# Conirostrum cinereum
El conirrostro cinéreo (Conirostrum cinereum), también denominado pico-de-cono cinéreo (en Perú), comesebo chico (en Chile), conirrostro cenizo (en Colombia), picocono cinéreo (en Ecuador) o mielerito gris, es una especie de ave paseriforme de la familia Thraupidae, perteneciente al género Conirostrum. Algunos autores sostienen que la subespecie C. cinereum fraseri se trata de una especie separada. Es nativo del oeste de América del Sur.

## Nombre nativo
Se le denomina también chicheriche, aytsa pishqu en quechua ancashino.

## Distribución y hábitat
Se distribuye por la pendiente del Pacífico de los Andes desde el norte de Perú (Tumbes) hasta el norte de Chile (Tarapacá), y por la pendiente oriental desde el sureste de Perú hasta el oeste de Bolivia (Cochabamba). La subespecie C. cinereum fraseri se distribuye por la pendiente desde los Andes del suroeste de Colombia (Nariño) hasta el suroeste de Ecuador (Loja).
Esta especie es considerada por lo general común en sus hábitats naturales: los matorrales, áreas semiabiertas, bosques bajos y jardines, especialmente en regiones áridas, pero también en regiones húmedas, mayormente entre los 2500 y 4000 m de altitud, pero en Chile y Perú es encontrada hasta el nivel del mar.

## Sistemática

### Descripción original

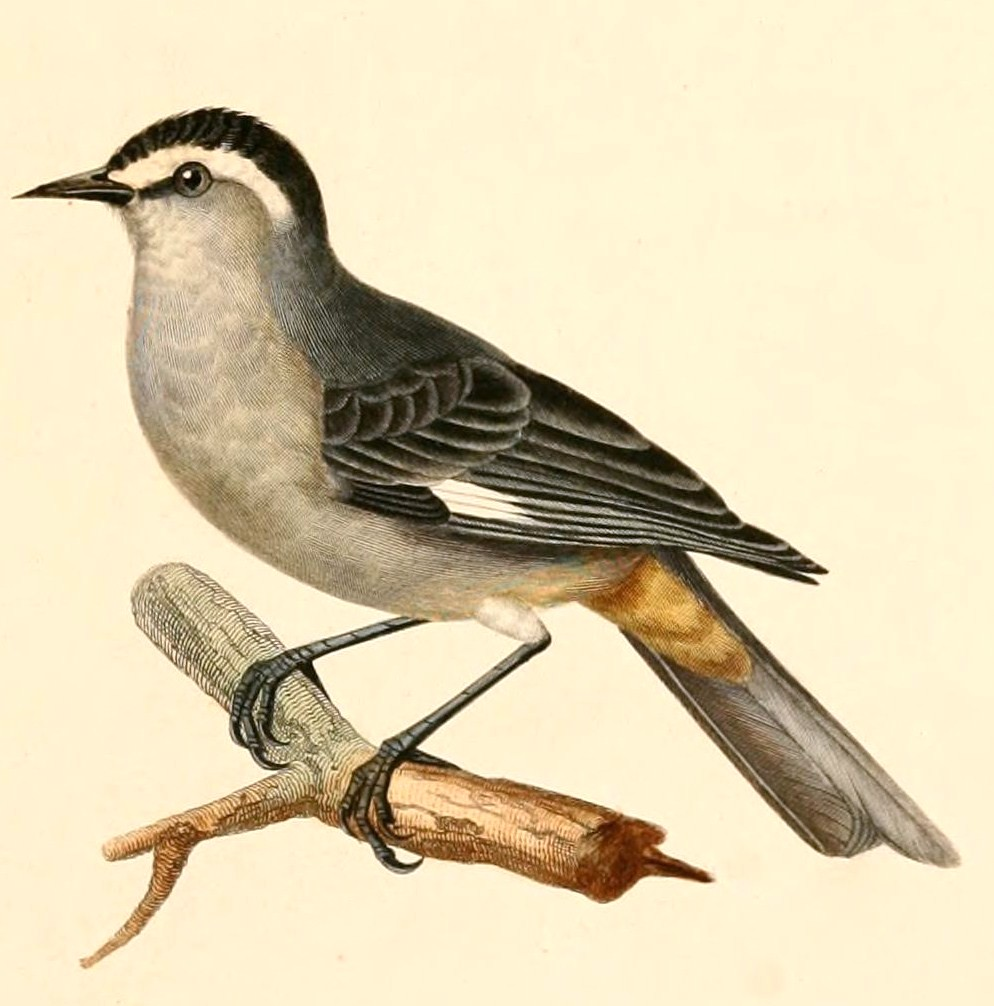
Conirostrum cinereum, ilustración en d'Orbigny Voyage dans l'Amérique méridionale, 1847.

La especie C. cinereum fue descrita por primera vez por los ornitólogos franceses Alcide d'Orbigny y Frédéric de Lafresnaye en 1838 bajo el mismo nombre científico; su localidad tipo es: «Yungas, Bolivia».

### Etimología
El nombre genérico neutro Conirostrum se compone de las palabras latinas «conus»: cono, y  «rostrum»: pico; y el nombre de la especie «cinereum» del latín «cinereus»: gris, de color ceniza.

### Taxonomía
Los amplios estudios filogenéticos recientes demuestran que la presente especie es hermana de Conirostrum rufum, y el par formado por ambas es hermano de Conirostrum tamarugense.
La subespecie C. cinereum fraseri, es considerada como una especie separada de la presente: el conirrostro ocráceo Conirostrum fraseri, por las clasificaciones Aves del Mundo (HBW) y Birdlife International (BLI) con base principalmente en las diferencias de plumaje y ecología. Sin embargo, esta separación todavía no es seguida por otras clasificaciones.

### Subespecies
Según las clasificaciones del Congreso Ornitológico Internacional (IOC) y Clements Checklist/eBird v.2019 se reconocen tres subespecies, con su correspondiente distribución geográfica:
- Grupo monotípico fraseri:
  - Conirostrum cinereum fraseri P.L. Sclater, 1859 – Andes centrales y orientales del suroeste de Colombia y Andes de Ecuador.

- Grupo politípico cinereum/littorale:
  - Conirostrum cinereum littorale Berlepsch & Stolzmann, 1896 – pendiente occidental de Perú al norte de Chile.
  - Conirostrum cinereum cinereum d'Orbigny & Lafresnaye, 1838 – Andes del sureste de Perú al oeste de Bolivia.